# Луций Елий Ламия (проконсул)
Вижте пояснителната страница за други личности с името Луций Елий Ламия.
Луций Елий Ламия (на латински: Lucius Aelius Lamia) e римски управители на провинция Тараконска Испания през 24 – 22 пр.н.е. по време на управлението на император Август.

## Биография
Той произлиза от фамилията Елии, клон Ламия, които са знатна и богата фамилия на конници и по времето на Август са приети в патрициианското съсловие. Вероятно е син на Луций Елий Ламия (претор 42 пр.н.е.), който помага на Цицерон в процеса против заговора на Катилина.
През 24 пр.н.е. той е проконсул и управител на Тараконска Испания (Hispania Tarraconensis) след Гай Антисций Вет. Сменен е през 22 пр.н.е. от Гай Фурний.